# SO-05D
docomo with series Xperia SX SO-05D (ドコモ ウィズ シリーズ エクスペリア エスエックス エスオー ゼロゴディー)は、ソニーモバイルコミュニケーションズ製のNTTドコモ向けスマートフォン。ドコモの第3.9世代移動通信システム(Xi)と第3世代移動通信システム(FOMA)とのデュアルモード端末である。docomo with seriesのひとつ。

## 概要
直接的にはSO-03C(with)の後継機種で、間接的にSO-02C(NEXT)やSO-03D(with)の事実上の後継機種でもあり、SO-04Dとともに日本国内向けのXperiaシリーズでは初となるLTE(Xi)対応モデルである。
重量が約95gで、Xi対応機種の中では最軽量である。基本的な性能はSO-04Dと同等だが、ワンセグ・赤外線通信といった日本独自の機能を搭載している。防水・モバキャスは非対応。
今機種から本体のロゴが「Sony Ericsson」ではなく「SONY」となっている。ただし、背面には旧ソニー・エリクソンのマークが描かれている。これは開発時点においてまだソニーとエリクソンの合弁関係が続いていた事も考えられる(これはSO-04Dも同様)。電池パックは「電池パック SO06」(海外でのBA700をドコモ型番にしたもの)を使用し、SO-03Cと共通であるため流用可能。

## 主な機能
| 主な対応サービス                                 | 主な対応サービス                         | 主な対応サービス                       | 主な対応サービス                              |
| ------------------------------------------------ | ---------------------------------------- | -------------------------------------- | --------------------------------------------- |
| タッチパネル／加速度センサー                     | Xi／FOMAハイスピード                     | Bluetooth                              | DCMX／おサイフケータイ／赤外線／トルカ        |
| ワンセグ／モバキャス／FMラジオ                   | メロディコール                           | テザリング                             | WiFi IEEE802.11a/b/g/n                        |
| GPS                                              | spモード／Eメール／電話帳バックアップ    | デコメール／デコメ絵文字／デコメアニメ | iチャネル                                     |
| エリアメール／ソフトウェアーアップデート自動更新 | デジタルオーディオプレーヤー(WMA)(MP3他) | GSM／3Gローミング(WORLD WING)          | フルブラウザ／Flash Player 11.1               |
| Google Play／dメニュー／dマーケット              | Gmail／Google Talk                       | YouTube／Picasa                        | ドコモ地図ナビ／Google Maps／ストリートビュー |

## 歴史
- 2012年5月9日 - ソニーモバイルコミュニケーションズより発表。
- 2012年5月16日 - NTTドコモより正式発表。
- 2012年8月3日 - 事前予約開始。
- 2012年8月10日 - 発売開始[3]。
- 2013年5月8日 - Android 4.1バージョンアップ対象機種に選定される[4]。
- 2013年7月2日 - Android 4.1バージョンアップ開始。

## アップデート・不具合など
- 一部個体にリアカバー(SO02)のイヤホンジャック付近が浮いてはまらない不具合がある。無料交換可能。

2012年12月18日のアップデート
- spモードメールやブラウザ閲覧時に画面を回転させるとキーアイコンが非表示になる場合がある。
- 「Google Playブックス」アプリの追加。
- ビルド番号が7.0.D.1.117から7.0.D.1.130になる。

2013年3月28日のアップデート
- Timescapeにて一部アプリとの連携ができない場合がある。
- ビルド番号が7.0.D.1.130から7.0.D.1.137になる。

2013年7月2日のアップデート(OSバージョンアップ)
- 本機特有の主な変更点
  - docomo Palette UIのホーム画面でアプリをフォルダ管理できるようになる。
  - Xperia ホームのアプリトレイでアプリをフォルダ管理できるようになる。
  - ロック解除方法にスワイプ機能を追加。
  - タスク管理画面で起動中のアプリを全終了できるボタンが追加される。
  - 小さなウインドウで別のアプリを利用できる「スモールアプリ」の追加。
  - カメラUIの改善。停止画・動画がモード切替なしで撮影でき、インカメラ・フロントカメラの切替ボタンも追加される。
  - 「ダイアルと連絡先」のデザインの変更。
- Android 4.1における共通の変更点
  - Android OS全体で、表示速度とタッチ反応が向上。
  - Google Nowへの対応。
  - ステータスバーから次のアクションが可能に。
- ドコモ共通の変更点
  - データ保管BOXへ対応。
- 不具合修正
  - しゃべってコンシェルでアラームを設定すると、アラームが鳴動しない場合がある。
- ビルド番号が7.0.D.1.137から9.1.C.0.475になる[7]。

2013年9月18日のアップデート
- 携帯電話（本体）の操作中に再起動する場合がある。
- 充電中に電池残量が正しく表示されない場合がある。
- ビルド番号が9.1.C.0.475から9.1.C.1.103になる。